# بحر مجتث
بحرِ مُجْتَثّ در اصطلاح عروضی، به بحر شعری مختلف‌الارکان از ترکیب و تکرار دو رکن «مُستفعلن/ فاعلاتن» (- - ل - /- ل - -) یا زحافات آنها تشکیل شده‌است. اجتثاث در لغت به معنی از بیخ برکندن است این بحر بنوعی معکوس بحر خفیف و اجتثاث یافته آن است. (مستفعلن/ فاعلاتن: دو سبب خفیف، وتد مقرون/ سبب خفیف، وتد مقرون، سبب خفیف «°|°|°°|/ °|°°|°| – – ᴗ – /– ᴗ – –»)
از بحرهایی است که سالم آن چندان متداول نیست. شکل سالم وزن آن:
مستفعلن فاعلاتن مستفعلن فاعلاتن (- - ل - /- ل - - /- - ل - /- ل - -): بحر مجتث مثمن سالم
دل بردی از من به یغما، ای ترک غارتگر من / دیدی چه آوردی ای دوست، از دست دل بر سر من (صفای اصفهانی)

## زحافات
زحافات (تغییرات) مشهور بحر مجتث در شعر فارسی، از مستفعلن (خَبن – شکل) و از فاعلاتن: (خَبن – خبن با حَذف – حذف - تشعیث - جَحف) است.
از مستفعلن:
1. مفاعلن: مخبون
2. مفاعلُ: مشکول

از فاعلاتن:
1. فعلاتن: مخبون
2. فعلن: مخبون محذوف
3. فاعلن: محذوف
4. مفعولن: مشعّث
5. فع: مجحوف

## اوزان
اوزان پرکاربرد بحر مجتث:
- مفاعلن فعلاتن مفاعلن فعلاتن: بحر مجتث مثمن مخبون*
- مفاعلن فعلاتن مفاعلن فعلن: بحر مجتث مخبون محذوف* (رایج‌ترین وزن شعر فارسی)
- مفاعلن فعلاتن مفاعلن فع: بحر مجتث مخبون مجحوف (مطموس)
- مفاعلن مفعولن مفاعلن فع: بحر مجتث مخبون مشعّث مجحوف (مطموس)
- مفاعلُ فاعلاتن مفاعلُ فاعلاتن: بحر مجتث مثمن مشکول
- مستفعلن فاعلاتن مستفعلن فاعلاتن: بحر مجتث مثمن سالم*
- مستفعلن فعلاتن مستفعلن فعلاتن: بحر مجتث مثمن مخبون (ارکان زوج)
- مستفعلن فاعلاتن: بحر مجتث مربع سالم
- مفاعلن فعلاتن: بحر مجتث مربع مخبون
- مفاعلن فاعلن: بحر مجتث مربع مخبون محذوف
- مفاعلن مفعولن مفاعلن مفعولن: بحر مجتث مخبون مشعّث

### کاربردهای خاص
- مفاعلن فعلاتن مفاعلن فعلن: بحر مجتث مخبون محذوف* (رایج‌ترین وزن شعر فارسی)